# 白帶高鰭麗魚
白帶高鰭麗魚（Hypsophrys nematopus），為輻鰭魚綱鱸形目隆頭魚亞目慈鯛科的其中一種，分布於中美洲尼加拉瓜及哥斯大黎加大西洋岸的淡水流域，體長可達14公分，棲息在湖泊及溪流，生活習性不明。